# Moskva-Kijevskij banegård
Kijevskij banegård (russisk: Ки́евский вокза́л, tr. Kievskij vokzal) også kendt som Moskva Kijevskaja jernbanestation (russisk: Москва́-Ки́евская, tr. Moskva-Kievskaja) er en af de ni banegårde i Moskva, Rusland. Det er den eneste jernbanestation i Moskva, der har front mod Moskvafloden. Banegården ligger på Kyiv stationsplads (russisk: Площадь Киевского Вокзала, tr. Plosjtjad Kijevskogo Vokzala), i starten af Bolshaja Dorogomilovskajagaden i Dorogomilovo rajon, Vestlige administrative okrug, Moskva.
Som navnet hentyder til, er der regelmæssige afgange til Kyiv, og derudover afgange til Beograd, Zagreb, Varna, Bukarest, Sofia, Niš, Budapest, Prag, Wien og Venedig. Metrostationen Kijevskaja har indgang gennem stationens forhal.

## Metrostation
Kijevskaja metrostation (russisk: Киевская) er en station på Moskvas metro, der ligger inde i Kijevskij banegårds bygning. Nabostationerne på Arbatsko-Pokrovskajalinjen er Park Pobedy og Smolenskaja, på Filjovskajalinjen Vystavotjnaja og Smolenskaja, samt Krasnopresnenskaja og Park Kulturij på Koltsevajalinjen.